# Type C EP
 (février 2022).
Le type C et ses variantes type E et E' sont un type d'automotrice électrique pour tramway construite par la Compagnie française de matériel de chemin de fer (CFMCF) pour la Compagnie des tramways de l'Est parisien (EP).

## Histoire

### Les types E et E'

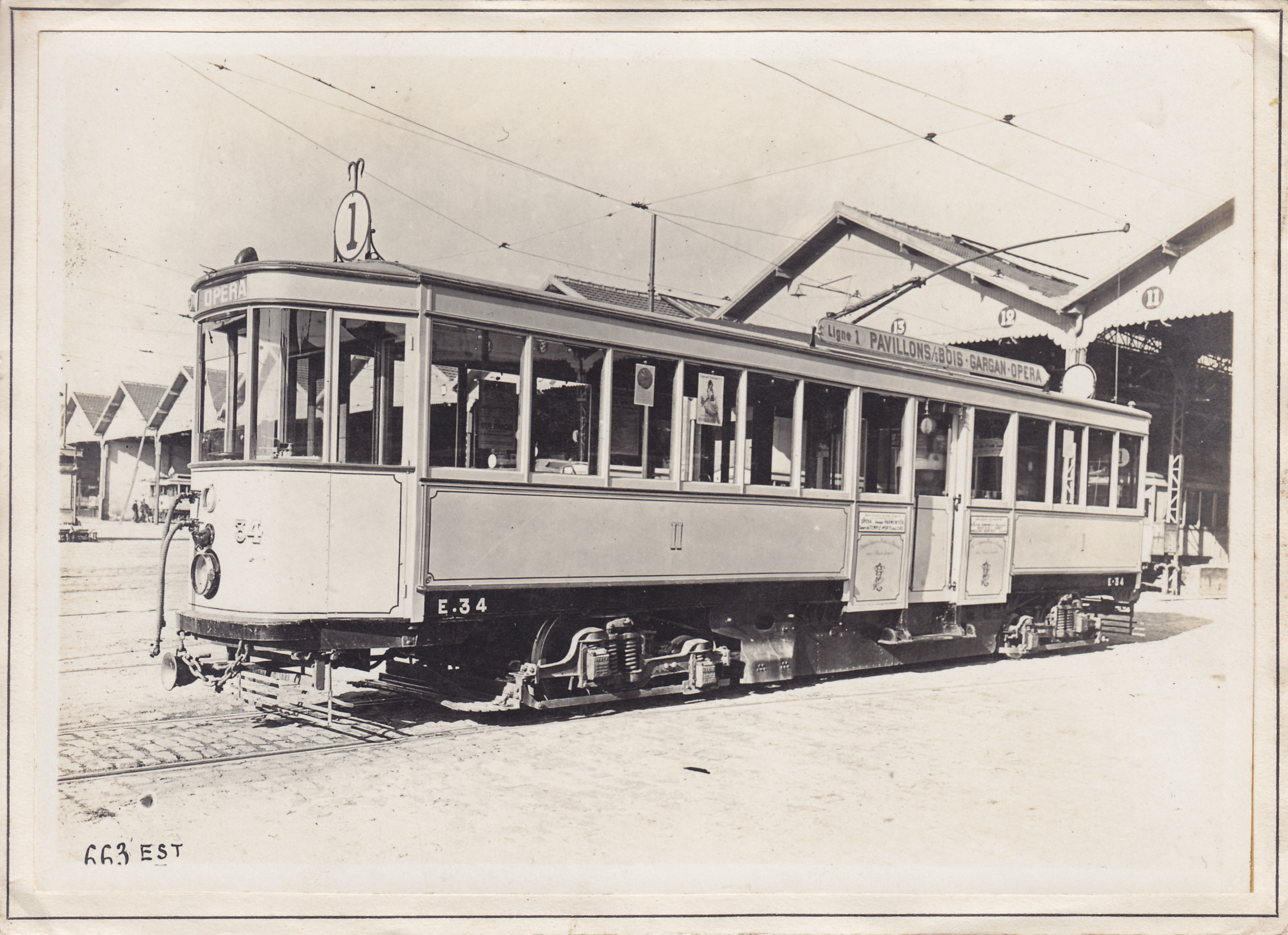
Automotrice type E n°34 au dépôt Floréal.

Une série d'automotrices est modifiée en reportant les loges de conduite en porte-à-faux du châssis et en utilisant l'espace libéré pour agrandir l'espace voyageur. Ces cinquante neuf automotrices ainsi modifiées forment les types E et E', elles gardent cependant leur numérotation d'origine.

## Caractéristiques

### Caractéristiques générales

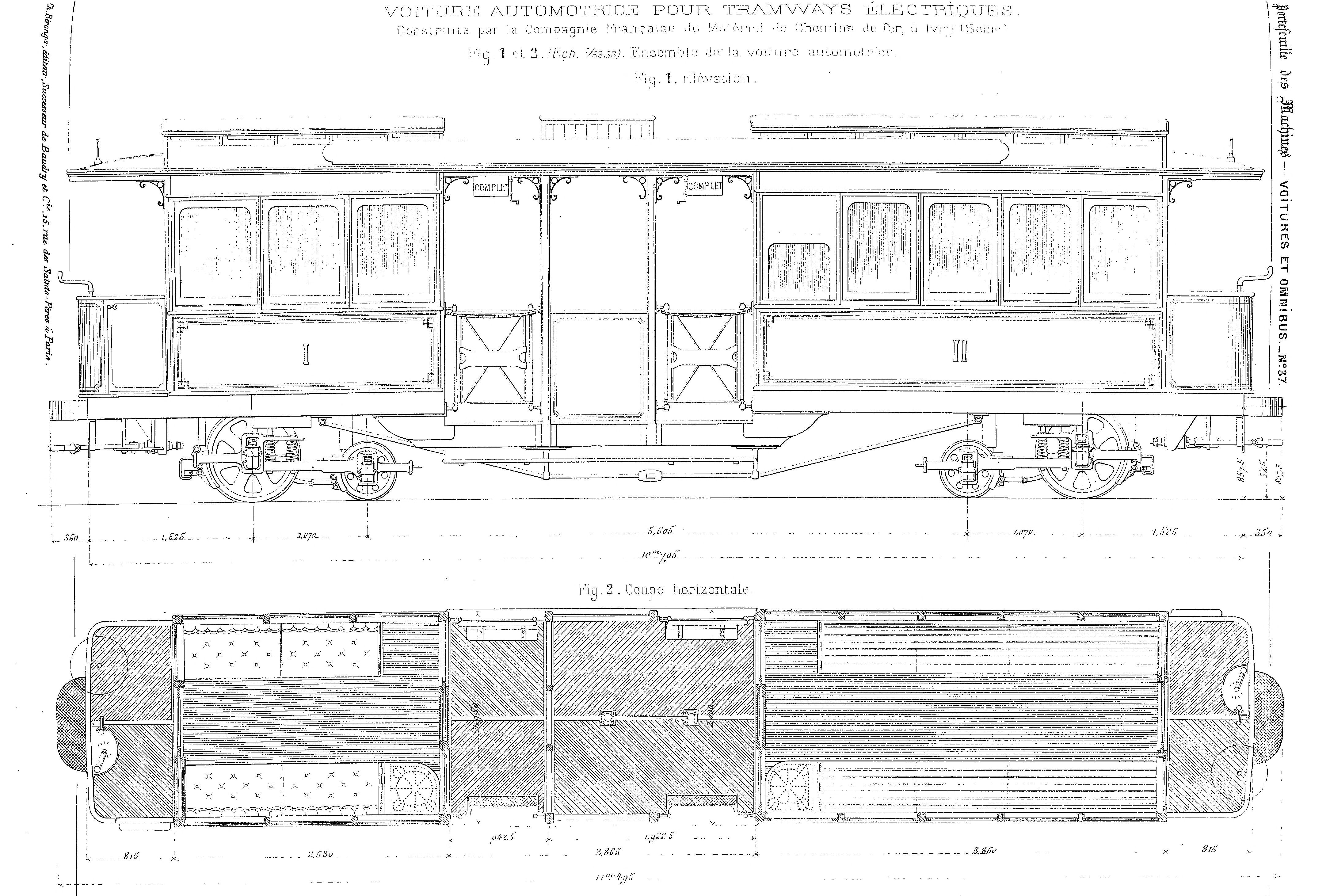
Plan d'ensemble

| Nombre construits                    | 221                                                      |
| Constructeur                         | Compagnie française de matériel de chemin de fer (CFMCF) |
| Numéros                              | 1-225                                                    |
| Écartement [mm]                      | 1 435                                                    |
| Longueur hors-tout [mm]              | 11 495                                                   |
| Largeur hors-caisse / hors-tout [mm] | 1 950 / 2 000                                            |
| Hauteur hors-caisse [mm]             | 3 480                                                    |
| Entraxe bogies [mm]                  | 6 675                                                    |
| Porte-à-faux hors-tout [mm]          | 2 410                                                    |
| Nombre de bogies moteurs+porteurs    | 2+0                                                      |
| Disposition des essieux              | A1'1A'                                                   |
| Captation                            | perche et captation par le sol système Diatto            |
| Conduite                             | Bidirectionnelle                                         |

### Bogies
| Modèle                             | Brill Maximum traction                                   |
| Type                               | moteur                                                   |
| Pivotant (degré)                   | oui                                                      |
| Essieux                            | classique                                                |
| Empattement [mm]                   | 1 070                                                    |
| Diamètre roues neuves (usées) [mm] | Essieux dissymétriques : extérieur : 838 intérieur : 570 |
| Motorisation                       |                                                          |
| Agencement                         |                                                          |
| Essieux moteurs                    | 1 (extérieur)                                            |
| Plan                               |                                                          |

### Motorisation
| Modèle              | Westinghouse                    |
| Puissance [Kw] (Ch) | 22 (30)                         |
| Nombre              | 1 par bogie, 2 par véhicule     |
| Disposition         | Transversal au centre du bogie. |
| Réducteur           | Simple                          |
| Plan                |                                 |

### Aménagement
Plates-formes surbaissées centrales séparées pour chacune des deux classes.